# Władysław Sikorski
Władysław Eugeniusz Sikorski (Tuszów Narodowy, 20 maggio 1881 – Gibilterra, 4 luglio 1943) è stato un generale e politico polacco, e fu anche un importante teorico di tattica militare.

## Biografia
Nato nella regione della Galizia, allora parte dell'Impero austro-ungarico, compie i suoi studi a Leopoli dove si laurea in ingegneria presso il Politecnico. Successivamente si arruola per un anno nell'esercito austro-ungarico, dove consegue il titolo di ufficiale nella riserva. Nel 1909 sposa Olga Helena Zubczewska.
Nel 1907 aderisce al Partito Socialista Polacco, allora clandestino, dove incontra Józef Piłsudski e partecipa alla nascita di alcuni gruppi armati per l'indipendenza polacca. Nel 1916 cura il reclutamento della Legione polacca a Cracovia.
Con l'indipendenza polacca nel 1918 diviene uno degli ufficiali più importanti del neocostituito esercito, distinguendosi nelle guerre con la Lituania, l'Ucraina e, soprattutto, nella Guerra russo-polacca, in cui sarà tra i protagonisti della Battaglia di Varsavia e del cosiddetto "Miracolo della Vistola".
Comandante in capo dell'esercito polacco dall'aprile 1921, diventa Primo ministro dal dicembre 1922 al maggio 1923, impegnandosi per il riconoscimento della neonata repubblica e nella cooperazione con la Società delle Nazioni. Sarà Ministro della Difesa nel governo di Władysław Grabski (1924-1925).
Convinto democratico, si manterrà neutrale durante il golpe di Piłsudski del 1926, diventandone in seguito un oppositore (sarà allontanato dal servizio nel 1928). In esilio a Parigi (dove svilupperà gli studi militari: sarà tra i pochissimi che prevedettero la nuova tecnica tedesca della "guerra lampo"), unitosi all'opposizione a Piłsudski, ritorna in Polonia nel 1938.
Rifiutato il comando delle forze armate polacche nel 1939, il 30 settembre dello stesso anno, riunitosi a Parigi con Władysław Raczkiewicz e Stanisław Mikołajczyk, diventa Primo Ministro del Governo in esilio della Polonia e, dal 7 novembre, anche Comandante in capo e Ispettore Generale delle forze armate polacche. Il governo, riconosciuto dagli Alleati, disponeva delle significative risorse militari della Marina polacca (rifugiatasi in Gran Bretagna) e di ben 84.000 soldati nella Brigata Indipendente Polacca Carpatica nella Siria francese e, soprattutto, nella difesa della Francia.
Con la caduta della Francia, nel 1940, rifiuta l'offerta di capitolazione ai tedeschi propostagli da Philippe Pétain e si rifugia in Svizzera. Il 19 giugno 1940 incontra Winston Churchill, sviluppando uno strettissimo rapporto di collaborazione col Regno Unito che porterà i piloti polacchi ad avere una parte importantissima nella Battaglia d'Inghilterra, continuando la fanteria a svolgere notevoli compiti in Gran Bretagna e nel Medio Oriente.
Con l'aggressione tedesca all'Unione Sovietica (giugno 1941) lo scenario politico-militare cambia radicalmente. Su pressioni del Ministro degli Esteri inglese Anthony Eden il Governo polacco in esilio avvia trattative con Stalin, che porteranno alla denuncia del contenuto del Patto Molotov-Ribbentrop ed alla liberazione dei prigionieri di guerra polacchi, che andranno a rafforzare il contingente di Władysław Anders nel Medio Oriente. Divenuto presto cosciente dei diversi piani che Stalin aveva per la Polonia, si spese presso i governi britannico ed americano affinché intervenissero presso i sovietici.
Le relazioni col governo sovietico precipitarono dopo la scoperta, nell'aprile 1943, del Massacro di Katyn'. I sovietici crearono, riconobbero e sostennero un'autorità politica costituita da organizzazioni e da personalità a loro favorevoli, guidata da Wanda Wasilewska e, militarmente, dal generale Zygmunt Berling, in contrapposizione al governo di Sikorski.
Il 4 luglio del 1943 l'aereo su cui viaggiava, di ritorno dal Medio Oriente (dove era andato a visitare i contingenti militari polacchi lì schierati), precipitò a causa di un incidente presso Gibilterra.
Le sue spoglie, inizialmente deposte nel cimitero di Newark-on-Trent, furono nel 1993 traslate nel Castello del Wawel a Cracovia.